# God Save the Tuche
Série Les Tuche
Les Tuche 4
(2021)
Pour plus de détails, voir Fiche technique et Distribution.
God Save the Tuche est une comédie française coécrite et réalisée par Jean-Paul Rouve et sortie en 2025.
Il s'agit du cinquième volet de la série de films Les Tuche.

## Synopsis
Après être allé à Monaco, aux États-Unis et à l'Élysée, et avoir passé un Noël mémorable en famille (cf. les précédents films), Les Tuche ont une nouvelle vie : ils ont déménagés de Bouzolles centre à Bouzolles sud (ils habitent en fait toujours dans la même rue mais plus au sud), Cathy tient désormais un Patate store (une "friterie concept entièrement dédiée à la patate"), Stéphanie s'occupe de la partie commerciale et artistique pour Cathy, Jeff est devenu le président du club de football FC Bouzolles, Donald est manager de Green Bouzolles, et Wilfried fait de la musique depuis la séparation des Daft Punk. 
Cathy, qui est fan de la famille royale britannique, rêve d'aller au Royaume-Uni pour le couronnement du nouveau roi, Charles III, et a demandé une invitation. Mais elle découvre trop tard la réponse dans le sac-banane de Jeff.
Un dirigeant du club d'Arsenal vient rendre visite au club de football de Jeff pour voir les « infrastructures » du club bouzollais. Le dirigeant tombe des nues quand il voit Jiji, le petit-fils de Jeff (fils de Stéphanie et de Georges Diouf), jouer au football. Il propose au garçon de faire une semaine de stage en Angleterre. Les Tuche décident de l'accompagner. 
Lors de la visite des infrastructures du club d'Arsenal, Sir James Wilcott, le président du club informe Jeff que chaque enfant recevra à l'issue du stage un mini ballon d'or gravé à son nom. Il demande à Jeff de garder cette information secrète. Jeff ferme alors sa bouche à double tour au moyen d'une clé imaginaire. Cathy jette la clé imaginaire dans la pelouse. Jeff part à la recherche de cette clé imaginaire. Le jardinier du club l'aide dans sa recherche.
Jeff, étant un ancien président de la République française, reçoit pour lui et sa famille une maison par l'ambassade, avec un majordome, Gordon, à leur service. Jeff a du mal à s'adapter. Un soir, un garde vient leur donner une invitation pour un déjeuner avec le roi Charles III et son épouse Camilla Parker-Bowles. Les Tuche ont trois jours pour se mettre à la culture anglaise, avec l'aide de leur majordome.
Le jour du déjeuner, à Balmoral, Jeff se fait remarquer en serrant la main du roi, ce qui est interdit par le protocole, et il s'excuse ; mais le roi sympathise avec Jeff et l'invite à boire un coup. Cathy, quant à elle, apprend à Camilla à nettoyer les vitres en crachant dans du papier journal avant d'essuyer. Mamie Suze rencontre une vieille femme de la bourgeoisie anglaise parlant le Fugniek. Stéphanie rencontre « Voldemort », Donald rencontre Daisy, une jeune femme riche dont il tombe amoureux.
Le lendemain, Jeff, maladroit, essaie de jouer au crocket, mais la balle tombe sur la tête de Camilla qui perd connaissance. Jeff avoue à Cathy que c'est lui le coupable de la maladresse ; ils envisagent de rentrer à Bouzolles. Après cet incident, les Tuche subissent un interrogatoire poussé à l'extrême de l'absurde par Scotland Yard.
Dans son club de football, Jiji est surpris en train de manger des frites que sa mère Stéphanie lui a envoyées, alors qu'il n'a pas le droit de manger de la nourriture grasse. Le patron du club de football avertit le roi que le garçon n'a pas respecté les règles, mais Charles trouve finalement les frites succulentes.
Le jour du départ des Tuche, le roi s'invite chez eux pour demander à Cathy la recette de ses frites : d'abord réticente, Cathy accepte finalement, et elle est décorée par le roi. Mais au moment de la cérémonie, Jeff coince son doigt dans une boule des encadrements de barrière en bois : il essaie en vain de la retirer, jusqu'à ce que la boule tombe, une nouvelle fois, sur Camilla. Les Tuche décident de rentrer définitivement chez eux à Bouzolles.

### Scène inter-générique
Jeff arrive en taxi londonien au club d'Arsenal. Le jardinier du club, en voiturette, vient dire à Jeff  qu'il a retrouvé la fameuse clé imaginaire et lui présente. Jeff lui dit que ce n'est pas la bonne clé…

### Scène post-générique
Les Tuche partent pour une croisière, rappelant la série télévisée La croisière s'amuse.

## Fiche technique
- Titre original : God Save the Tuche
- Réalisation : Jean-Paul Rouve
- Scénario : Philippe Mechelen, Julien Hervé, Nessim Chikhaoui et Jean-Paul Rouve
- Décors : Frederic Grandclere, Frederique Doublet
- Costumes : N/A
- Photographie : N/A
- Montage : Delphine Rondeau Guilbaud
- Production : Luc Martinage
- Production exécutive : N/A
- Régisseur : Julien Chaon
- Sociétés de production : Pathé, Nolita Cinema ; coproduit par TF1 Films Production, Beside Production, Les Films du Monsieur et Logical Content Ventures
- Société de distribution : Pathé (France)
- Budget : 19,4 millions d'euros[1]
- Langue originale : français
- Genre : comédie
- Pays d'origine :  France
- Date de sortie :
  - France : 5 février 2025

## Distribution
- Jean-Paul Rouve : Jeff Tuche
- Isabelle Nanty : Cathy Tuche
- Claire Nadeau : « Mamie Suze »
- Sarah Stern : Stéphanie Tuche
- Pierre Lottin : Wilfried Tuche
- Théo Fernandez : Donald Tuche
- Élise Larnicol :  Camilla Parker Bowles
- Bernard Ménez : Charles III
- Philippe Dusseau : Gordon
- Aristote Laios : Jiji, le petit-fils de Jeff Tuche
- Peter Hudson : Sir James Wilcott
- Vadim Chasques : Jojo
- Ray Johnson : Sir Elton John
- Scarlett Bernard-Cabrera : Daisy
- Céline Menville : inspectrice de Scotland Yard
- Jacky Nercessian : vieux lord
- Nicolas de Broglie : huissier à Balmoral
- Rufo Quintavalle : majordome à Balmoral
- Guy Chaffraix : Bloodi
- Pierre Tarde : Pierrot
- Valentin Dumerchez : serveur buvette
- Alexis Desseaux : chef d'équipage du ferry
- Ludwig Boudeweel : Stanislas, copain de Jeff
- Aurore Broutin : membre d'équipage du ferry
- Dominique Frot : Lady Gin To
- Alain Chabat : voix-off arrêt sur image
- Dominique Farrugia
- Gilles Bouleau : lui-même, présentateur du journal de 20h sur TF1

## Production
Jean-Paul Rouve est le réalisateur du film, à la suite d'un désaccord avec Olivier Baroux réalisateur des précédents opus des Tuche.
Élise Larnicol rejoint le film pour jouer Camilla Parker-Bowles, elle et Jean-Paul Rouve ont joué ensemble dans Serial Lover de James Huth.
Le film est dédié à Michel Blanc, mort en octobre 2024, et qui jouait le personnage de Jean-Yves Marteau dans Les Tuche 4.

### Tournage
Le tournage a débuté à Antoing, en Belgique le 2 avril 2024. Après avoir tourné à Antoing, à Lille, en Île-de-France, en Angleterre et sur la côte du littoral de la mer du Nord (Calais et Dunkerque), le tournage, qui a débuté le 2 avril, et qui devait durer 8 semaines, s'est terminé fin mai.

### Montage
Le montage débute courant juin avec Delphine Rondeau, cheffe monteuse engagée par le nouveau réalisateur du cinquième opus.

### Sortie
| Pays ou région | Box-office | Date d'arrêt du box-office | Nombre de semaines |
| -------------- | ---------- | -------------------------- | ------------------ |
| France         | 2 992 984  | 15 avril 2025              | 10                 |

Ce cinquième volet de la saga est sorti en salle le 5 février 2025.
Un premier teaser sort le 15 octobre, montrant Jean-Paul Rouve (Jeff Tuche) dans une fausse publicité pour Tuche Tea. Une bande-annonce sort le 5 novembre 2024, montrant l'intrigue du film avec des indices. La bande-annonce officielle est publiée le 17 décembre 2024, constituant de nombreux clins d'œil à la culture britannique, notamment à Big Ben, The Beatles ou encore à Geri Halliwell.
Cathy et Jeff Tuche font une apparition télévisée enregistrée dans le 20h de TF1, où ils racontent leur rencontre avec Charles III et racontent les traditions royales, le 27 janvier 2025 soit une semaine avant la sortie du film 
Le film reste 4 semaines en tête du box-office hebdomadaire en France
Le film fait allusion à de nombreuses références en tout genre : les films Harry Potter, Titanic et E.T., l'extra-terrestre, les jeux télévisés Motus et Des chiffres et des lettres, et les musiques Le Beau Danube bleu et Ode à la joie.[réf. nécessaire]